# Articulation (musique)
Pour les articles homonymes, voir Articulation.

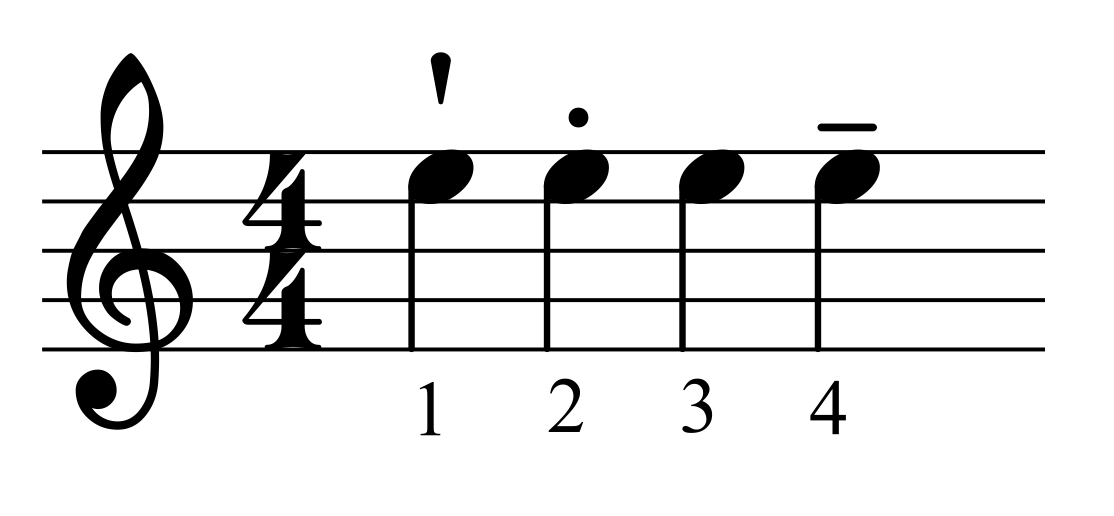
Exemples d'articulation

L'articulation est l'art d'imiter les inflexions de la voix humaine, dans la pratique d'un instrument de musique. L'articulation consiste essentiellement dans la maîtrise des attaques, ainsi que dans la gestion des micro-silences entre les notes (silences d'articulations), qui donnent toute leur clarté au message musical. L'objectif est de donner une couleur et une respiration à la phrase musicale tout en synchronisant l'articulation avec les notes jouées.
La première note d'une liaison d'expression constitue un point d'appui de l'articulation.

## Histoire
À l'époque de la musique ancienne, les nuances étaient beaucoup moins développées qu'aujourd'hui, mais l'articulation était alors un des moyens principaux d'expression.

## Méthodes
L'instrumentiste travaille les différentes techniques d'articulation en augmentant progressivement la vélocité afin de pouvoir proposer un phrasé adapté au tempo de la pièce.

### Instruments à vent
Pour les instruments à vent, la maîtrise de l'articulation est le jeu de combiner à la fois la colonne d'air et les effets d'embouchure comme le legato, le staccato, le détaché (simple, double, triple), les liaisons, les attaques de notes avec ou sans la langue, les accents, le louré…
Il existe de nombreuses méthodes permettant aux musiciens de travailler et maîtriser les différentes techniques d'articulations. On notera à titre d'exemple :
- Hyacinthe Klosé et Paul Jeanjean, Quarante-cinq exercices d'articulation pour la clarinette, éditions Alphonse Leduc (ISMN 979-0046170898)
- (fr + de) Carl Almenraeder, « Quarante-huit exercices d'articulation », dans Méthode complète de basson, Schott
- Marcel Moyse, École de l'articulation - Flûte : Exercices et études sur les articulations pour la flûte, éditions Alphonse Leduc

### Instruments à cordes
Dans la pratique d'un instrument à cordes, l'articulation se matérialise par la précision avec laquelle les doigts de la main gauche frappent le manche[réf. nécessaire].